# Ruth Penington
Ruth Penington (1905–1998) foi uma artista e activista das artes americana.
Penington nasceu em Colorado Springs, Colorado e cresceu em Seattle. Recebeu um diploma de graduação da University of Washington na década de 1920, seguido por um diploma de Master of Fine Arts pela Columbia University. Penington foi fundamental na fundação da Northwest Printmakers Society, da Northwest Designer Craftsmen, da Friends of the Crafts em Seattle e do World Craft Council na cidade de Nova York.
O seu trabalho está incluído nas colecções do Seattle Art Museum e do Tacoma Art Museum.